# Mukhtar Mai
Mukhtar Mai (urdu: مختاران بی‌بی, conosciuta anche come Mukhtaran Bibi, Mukhtiar or  Mukhtaran) (Meerwala, 1972) è un'attivista pakistana per i diritti umani.

## Biografia
Nata nella contea (tehsil) rurale di Jatoi del distretto di Muzaffargarh più o meno nel 1972 (ma lei stessa non è del tutto certa del suo anno di nascita), nel 2002 è stata violentata da quattro uomini del clan Mastoi come vendetta in nome di una presunta relazione tra il fratello minore di lei, Shakoor, e una donna appartenente al clan Mastoi, che avrebbe gettato disonore su tutto il clan. Successivamente è stato scoperto che l'accusa a Shakoor era stata formulata per coprire la violenza subita dal ragazzo stesso da parte di uomini Mastoi.
Svelata la verità, molti si attendevano che Mukhtar, come accade generalmente in Pakistan dopo uno stupro, si suicidasse per la vergogna, ma lei, sostenuta dalla madre e da 200 abitanti di Meervale, ha iniziato una battaglia legale contro i suoi violentatori. Tre uomini sono stati imprigionati per sodomia, subita da Shakoor, ma cinque dei sei uomini accusati da Mukhtar, in un primo tempo condannati a morte, sono stati liberati nel 2005. Con gli 8.300 dollari ottenuti come indennizzo Mukhtar ha costruito due scuole e un Centro per rifugiati, il Mukhtar Mai Women's Welfare Organization, nel suo villaggio, che fino a quel momento ne era totalmente privo. Adesso combatte giornalmente per i diritti delle trecento ragazze nelle due scuole, che secondo il costume locale dovrebbero essere quasi tutte già sposate e conseguentemente abbandonare gli studi.
Mukhtar stessa ha imparato a leggere e scrivere solo dopo la costruzione delle scuole, avendo cominciato a lavorare nei campi sin da giovanissima.
Nel mese di aprile 2007, ha vinto il premio Nord-Sud del Consiglio d'Europa. Nel 2005, la rivista Glamour l'ha nominata "Donna Glamour dell'anno"  Secondo il New York Times, la sua biografia è il terzo libro più venduto in Francia, sulla sua storia stanno per essere girati dei film e ha ricevuto le congratulazioni di Laura Bush e del ministro degli Esteri francese.
L'8 aprile 2007 ancora il New York Times ha scritto che la donna ha paura per la sua vita, che potrebbe essere messa a rischio dal governo pakistano e dai signori feudali locali. Pervez Musharraf, presidente del Pakistan, ha ammesso sul suo blog personale che ha limitato le sue possibilità di movimento a partire dal 2005, perché ritiene che il lavoro di Mukhatar, e la pubblicità che questo ottiene, possano danneggiare l'immagine internazionale del suo Paese.